# (213027) 1996 VZ6
(213027) 1996 VZ1 là một tiểu hành tinh vành đai chính. Nó được phát hiện qua chương trình tiểu hành tinh Beijing Schmidt CCD ở trạm Xinglong ở tỉnh Hồ Bắc, Trung Quốc ngày 2 tháng 11 năm 1996.